# Dos de Cala
Der Dos de Cala ist ein 576 m s.l.m. hoher Bergabsatz bei Pregasina und direkt über dem Gardasee gelegen. Ein landwirtschaftlicher Weg führt von Pregasina aus in die Nähe des höchsten Punktes. Direkt unterhalb durch die Felswände über dem Gardasee führt der versicherte Steig Sentiero Contrabbandieri – Schmuggler Weg.